# 虎尾寺
虎尾寺位於臺灣雲林縣虎尾鎮，前身是位於大日本製糖虎尾製糖所（今虎尾糖廠）廠區內的五間厝曹洞宗布教所，現為虎尾鎮內為一的純比丘尼道場。

## 沿革
為虎尾寺前身的五間厝曹洞宗布教所（後改稱虎尾曹洞宗布教所）創設於日大正三年（1914年），主要是用以服務大日本製糖的員工，故設於會社民屋中，兼具俱樂部功能。而在坪井朴龍於昭和二年（1927年）接任布教師後，在其奔走下曹洞宗信徒代表會於昭和七年（1932年）向大日本製糖會社借地88坪興建佛寺。該工程於昭和十一年（1936年）5月動工，同年9月完成，11月9日舉行落成式，並將此佛寺命名為「虎尾寺」，首任住持為原田泰能。而在昭和十三年（1938年）左右，虎尾一帶的曹洞宗信徒約有138人，大多是日籍人士。
二次大戰後，當時的住持坪井朴龍返回日本後，由戒淨法師、智妙尼師接管僅剩大殿的虎尾寺，之後於民國三十七年（1948年）增建側殿，四十二年（1953年）購寺地500多坪。戒淨法師於民國五十一年（1962年）圓寂後，智妙尼師接任住持，於五十八年（1969年）增建地藏殿。
民國六十二年（1973年）開元寺監院傳妙法師接任住持，將大殿以外的建築拆除重建，並宣布虎尾寺為純尼眾的尼寺。民國八十年（1991年）左右，虎尾寺增築左右廂房、重建地藏殿。民國八十六年傳妙法師圓寂後，接任之純定師父也於同年逝世，由弟子素慧師父接任。